# Mikró Metóchi
Mikró Metóchi, en  : Μικρό Μετόχι, ou Irfán Metóchi (grec moderne : Ιρφάν Μετόχι), est un village du dème de Réthymnon, en Crète, en Grèce. Selon le recensement de 2011, la population de Mikró Metóchi compte 149 habitants. Le village est situé à une altitude de 221 m.